# 月のダンス
「月のダンス」（つきのダンス）は、1999年11月17日に発売された松たか子の9枚目のシングル。発売元はポリドール・レコード。

## タイアップ
セイコー「LUKIA」CMソング。

## 収録曲
作詞・作曲:松たか子 編曲:武部聡志
1. 月のダンス
2. 夏の記憶
3. 月のダンス（Instrumental）